# Goniatites
Goniatites es un género extinto de ammonites de la superfamilia Goniatitaceae. El género Goniatites evolucionó a partir de los nautiloides en el período Devónico temprano, hace unos 450 millones de años.Ellos fueron abundantes en los mares del mundo por los próximos 300 millones años. La rápida evolución de las especies de ammonoideos y su amplia distribución les convierten en un gran valor en la subdivisión de finales del tiempo del Paleozoico y Mesozoico.

## Especies
| - Goniatites aequilobatus Klipstein 1844 - Goniatites americanus Gordon 1971 - Goniatites beaumontii Klipstein 1843 - Goniatites bidorsatus Klipstein 1843 - Goniatites blumii Klipstein 1843 - Goniatites bohemicus Barrande 1865 - Goniatites bronnii Klipstein 1843 - Goniatites buchii Klipstein 1843 - Goniatites choctawensis Shumard 1863 - Goniatites crenistria Phillips 1836 - Goniatites deceptus Korn and Titus 2011 - Goniatites dufrenoii Klipstein 1843 - Goniatites eganensis Korn and Titus 2011 - Goniatites friesei Münster 1841 - Goniatites furcatus Münster 1841 - Goniatites glaucus Münster 1841 - Goniatites granosus Portlock 1843 - Goniatites greencastlensis Miller and Gurley 1896 | - Goniatites infrafurcatus Klipstein 1843 - Goniatites iris Klipstein 1843 - Goniatites kentuckiensis Miller 1889 - Goniatites lineatus Miller and Gurley 1896 - Goniatites nitidus Phillips 1836 - Goniatites pisum Münster 1841 - Goniatites radiatus Klipstein 1843 - Goniatites rosthornii Klipstein 1843 - Goniatites sowerbyi Korn and Titus 2011 - Goniatites sphaericus Martin 1809 - Goniatites spurius Münster 1841 - Goniatites striatus Sowerby 1814 - Goniatites subcircularis Miller 1889 - Goniatites suprafurcatus Klipstein 1843 - Goniatites tenuissimus Klipstein 1843 - Goniatites wissmanni Münster 1841 |